# Fórum Económico Mundial
Fórum Económico Mundial ou FEM, em inglês: World Economic Forum; WEF, é uma organização sem fins lucrativos em Genebra, e é mais conhecido por suas reuniões anuais em Davos, Suíça, nas quais reúne os principais líderes empresariais e políticos, assim como intelectuais e jornalistas selecionados para discutir as questões mais urgentes enfrentadas mundialmente, incluindo saúde e meio ambiente. O Fórum também organiza a "Reunião Mundial dos Novos Campeões" na China e vários encontros regionais durante todo o ano. Em 2008, essas reuniões regionais incluíram eventos na Europa e Ásia Central, Ásia Ocidental, a Mesa Redonda de CEOs na Rússia, África, Oriente Médio e o Fórum Econômico Mundial na América Latina. Em 2008, lançou a "Cúpula Inaugural da Agenda Global", em Dubai, formada por 700 especialistas de todo o mundo em setores relacionados aos 68 desafios globais identificados pelo Fórum.
O Fórum Econômico Mundial foi fundado em 1971 por Klaus Martin Schwab, um professor de administração na Suíça. Além das reuniões, o Fórum produz vários relatórios de pesquisa e engaja seus membros em iniciativas setoriais específicas.

## A Organização

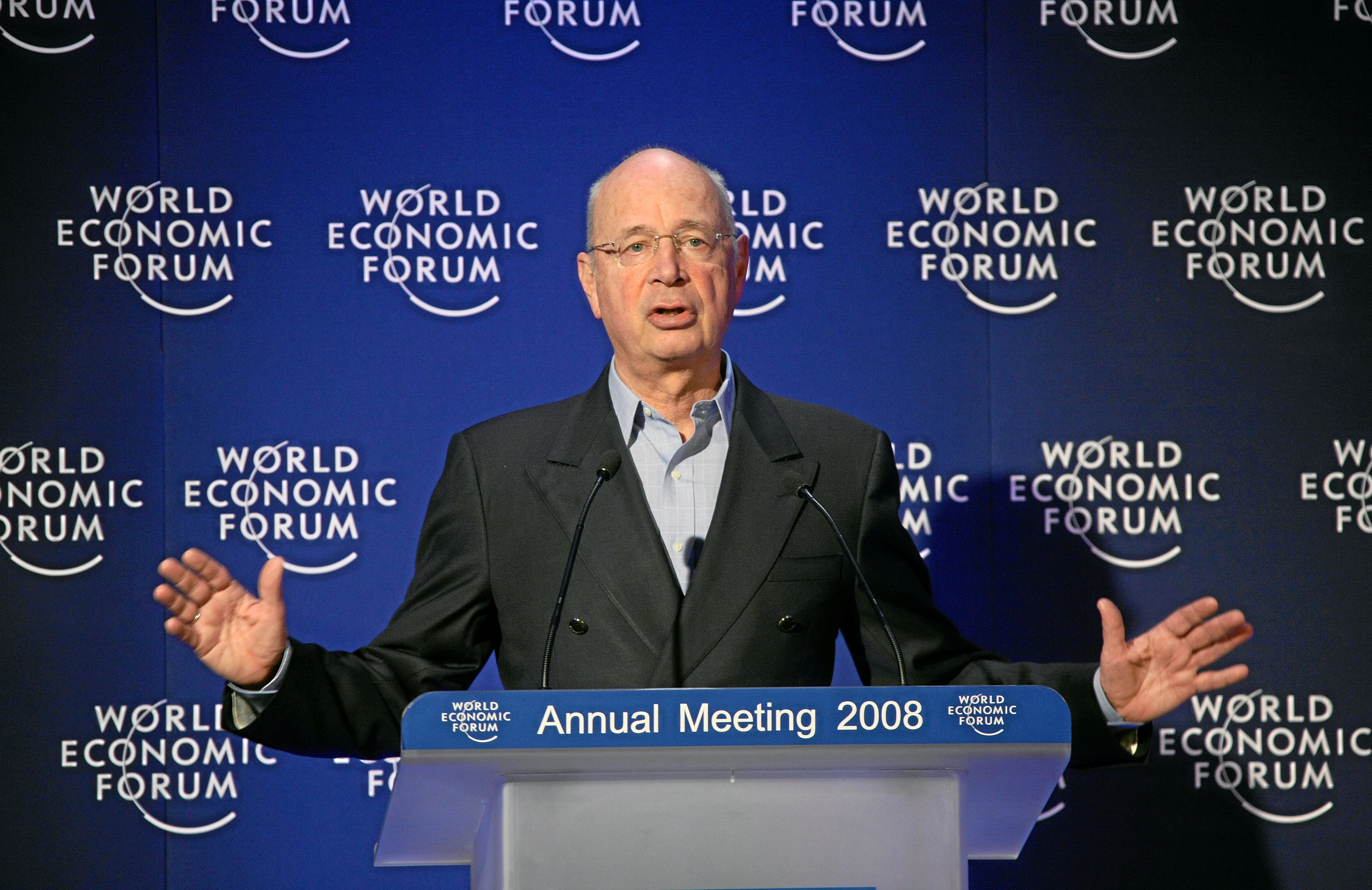
Klaus Schwab, fundador e chairman executivo, Fórum Econômico Mundial

O Fórum é sediado em Cologny, Genebra, Suíça. Em 2006, o Fórum abriu escritórios regionais em Pequim, China e em Nova York, EUA. É uma organização imparcial e sem fins lucrativos não estando ligada a qualquer interesse político, partidário e nacional. Tem posição de observador no Conselho Econômico e Social das Nações Unidas e está sob a supervisão do Conselho Federal suíço. Sua mais alta esfera de governança é o Conselho da Fundação, órgão formado por 22 membros que incluem o ex-Primeiro-ministro do Reino Unido Tony Blair e a Rainha Rania da Jordânia. A missão do Fórum é "o compromisso com a melhoria do Estado do Mundo".
Durante sua reunião anual em 2009, no decorrer de cinco dias, mais de 2.500 participantes de 91 países se reuniram em Davos. Cerca de 75% destes são líderes de negócios, provenientes, principalmente, dos membros do Fórum – mil das principais companhias de todo o mundo e atuantes em diversos setores econômicos.
Mais de 1.170 CEOs e Presidentes de conselhos de administração das principais empresas do mundo participaram em 2009.
Outras importantes categorias de participantes incluem: 219 figuras públicas, incluindo 40 chefes de estado ou de governo, 64 ministros, 30 dirigentes ou executivos seniores de organizações internacionais e 10 embaixadores. Mais de 432 participantes da sociedade civil incluindo 32 dirigentes ou representantes de organizações não-governamentais, 225 líderes da mídia, 149 acadêmicos, 15 líderes religiosos de diferentes crenças e 11 líderes sindicais.

### Associação
O Fórum é financiado por suas 1000 empresas-membro. A típica empresa-membro é uma instituição global com mais de cinco bilhões de dólares em receitas (embora esse número possa variar por indústria e região). Além disso, essas companhias se classificam entre as principais dentro de sua indústria e/ou país de origem e são formadoras de tendências em sua indústria e/ou região. Em 2005, cada empresa-membro contribuía com uma taxa de associação anual básica de CHF 42.500 e uma taxa de CHF 18.000 para a Reunião Anual (que cobre a participação de seu CEO na Reunião Anual em Davos). Parceiros Estratégicos e de segmentos específicos contribuem com CHF 500.000 e CHF 250.000, respectivamente. A afiliação a esse programas permitem à empresas uma maior participação nas iniciativas do Fórum.
Além disso, essas empresas se classificam entre as principais dentro de sua indústria e/ou país (geralmente baseado em sua receita em milhões de dólares americanos; no caso de instituições financeiras, os critérios estão baseados em ativos) e desempenham um papel de liderança na determinação do futuro de sua indústria e/ou região, conforme avaliação realizada pelo comitê de seleção do Fórum.
Parceiros de segmentos específicos são oriundos de uma ampla gama de setores de negócios, incluindo construção, aviação, tecnologia, turismo, alimentos e bebidas, engenharia e serviços financeiros. Essas empresas estão alerta às questões globais que mais afetam o setor específico da sua indústria.

## Atividades

### Reunião Anual de Davos

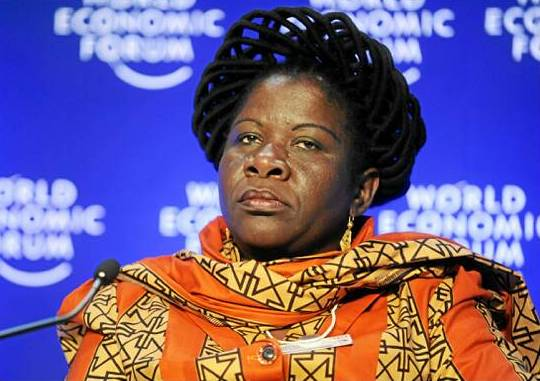
Luisa Diogo, primeira-ministra de Moçambique, no Fórum de 2009

O carro-chefe do Fórum é a Reunião Anual realizada todos os anos no final de Janeiro em Davos.. A reunião é realizada em um resort nos Alpes Suíços e reúne CEOs das 1000 empresas-membro do Fórum, assim como políticos selecionados, representantes acadêmicos, ONGs, líderes religiosos e a mídia.. A participação na Reunião Anual se dá apenas por meio de convite. Aproximadamente 2.200 participantes se reúnem para um evento de cinco dias e participam de cerca das 220 seções do programa oficial. As discussões focam questões essenciais de preocupação global (como conflitos internacionais, pobreza, e problemas ambientais) e as possíveis soluções. No geral, cerca de 500 jornalistas incluindo a imprensa on-line, impressa, rádio e TV participam da Reunião Anual. A mídia tem acesso a todas as seções no programa oficial, algumas das quais também são transmitidas via webcast.
Todos os debates plenários, originados em Davos, estão também disponíveis no YouTube, com fotos disponíveis gratuitamente no Flickr e as citações principais podem ser encontradas no Twitter. Em 2007, o Fórum abriu páginas em plataformas de mídia social como MySpace e Facebook.. Na Reunião Anual de 2009, o Fórum convidou o público em geral para participar dos Debates de Davos no YouTube permitindo que um usuário participe pessoalmente da Reunião Anual. Em 2008, a pergunta de Davos no YouTube permitiu que usuários do YouTube interagissem com os líderes mundiais reunidos em Davos, os quais foram encorajados a responder as perguntas dos internautas em um Espaço de Vídeo operado pelo YouTube no centro de convenções onde o evento é realizado.. Desde 2008, as conferências de imprensa são transmitidas ao vivo no Qik e Mogulus permitindo a todos que façam perguntas aos oradores. Em 2006 e 2007, participantes selecionados foram entrevistados e a sessão fechada foi realizada no auditório da Reuters no Second Life.

#### Participantes

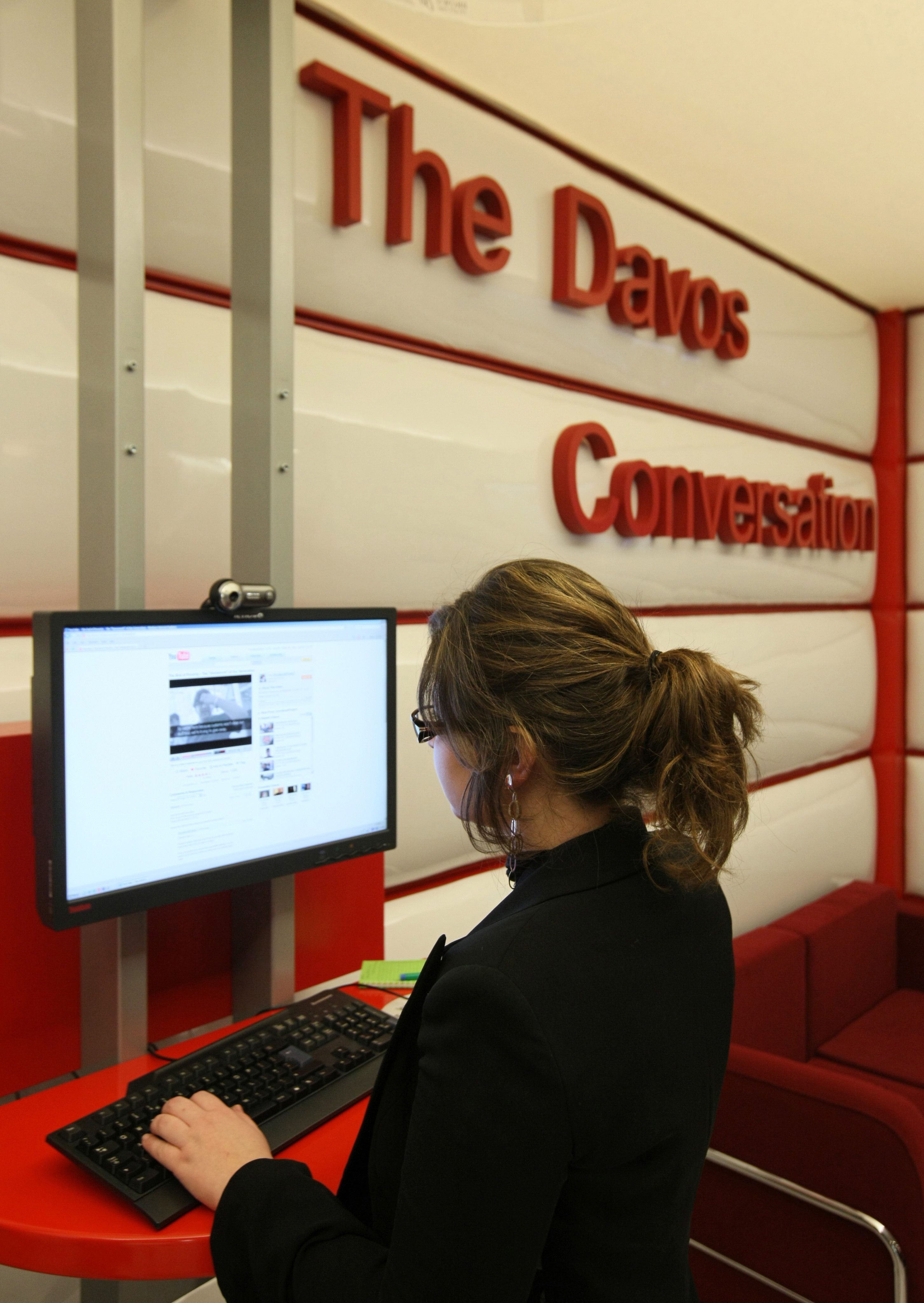
O espaço de conversação de Davos operado pelo YouTube na reunião anual de 2008 do Fórum Econômico Mundial.

Em 2008, cerca de 250 figuras públicas que ao todo formam 350.000, entre políticos (chefes de estado ou de governo, ministros, embaixadores, dirigentes ou executivos seniores de organizações internacionais) participaram da Reunião Anual, incluindo Abdoulaye Wade, Abdullah Ahmad Badawi, Álvaro Uribe Vélez, Anders Fogh Rasmussen, Ban Ki-moon, Condoleezza Rice, Ferenc Gyurcsany, François Fillon, Gloria Macapagal-Arroyo, Gordon Brown, Hamid Karzai, Ilham Aliyev, Jan Peter Balkenende, Lee Hsien Loong, Pervez Musharraf, Rainha Rania da Jordânia, Salam Fayyad, Sali Berisha, Shimon Peres, Umaru Yar'Adua, Valdas Adamkus, Yasuo Fukuda e Viktor Yushchenko. Al Gore, Bill Clinton, Bill Gates, Bono, Paulo Coelho e Tony Blair também participantes regulares em Davos. Outros participantes de edições anteriores do evento incluem Angela Merkel, Dmitry Medvedev, Henry Kissinger, Nelson Mandela, Raymond Barre, e Yasser Arafat.
Os participantes da Reunião Anual foram descritos como "Davos Man" [Homens de Davos] por Samuel P. Huntington, se referindo a elite global cujos membros se consideram como completamente internacionais.

### Reunião Anual dos Novos Campeões
Em 2007, o Fórum criou a "Reunião Anual de Novos Campeões" (também ocasionalmente chamada de "Davos de Verão") realizada anualmente na China. Esse é um encontro para o qual o Fórum convida "Empresas de Crescimento Global". Essas companhias são empresas de sucesso localizadas principalmente em países emergentes com crescimento acelerado, como China, Índia, Rússia e Brasil, mas também incluem organizações de alto potencial de países desenvolvidos. A reunião também envolve a próxima geração de líderes globais, regiões de rápido crescimento, cidades competitivas e pioneiros tecnológicos de todo o globo.

### Reuniões Regionais
Cerca de dez reuniões regionais são realizadas todos os anos, possibilitando o contato próximo entre líderes empresariais, líderes de governo locais e ONGs. Os encontros são realizados na África, Extremo Oriente, América Latina e no Oriente Médio. A combinação de países anfitriões varia de ano para ano, mas a China e a Índia têm hospedado encontros constantemente durante a última década.

### Jovens Líderes Globais
Em 2005, o Fórum criou a comunidade Jovens Líderes Globais, sucessora dos Líderes Globais de Amanhã formada por líderes com menos de 40 anos de todo o mundo oriundos de um grande número de disciplinas e setores. Os líderes trabalham na "Iniciativa 2030" – a criação de um plano de ação que tem por objetivo chegar à visão de como o mundo poderá ser em 2030. Entre os Jovens Líderes Globais estão: Jacinda Ardern, Emmanuel macron, Eduardo Leite, Shai Agassi, Anousheh Ansari, Lera Auerbach, Sergey Brin, Rahul Gandhi, Príncipe Haquino da Noruega, Irshad Manji, Princesa Mathilde da Bélgica, Aditya Mittal, Felix Maradiaga, Gavin Newsom, Larry Page, Anoushka Shankar, Jimmy Wales, Niklas Zennström entre outros. Novos membros são selecionados anualmente e o Fórum de Jovens Líderes Globais contará com 1111 membros.

### Empreendedores Sociais

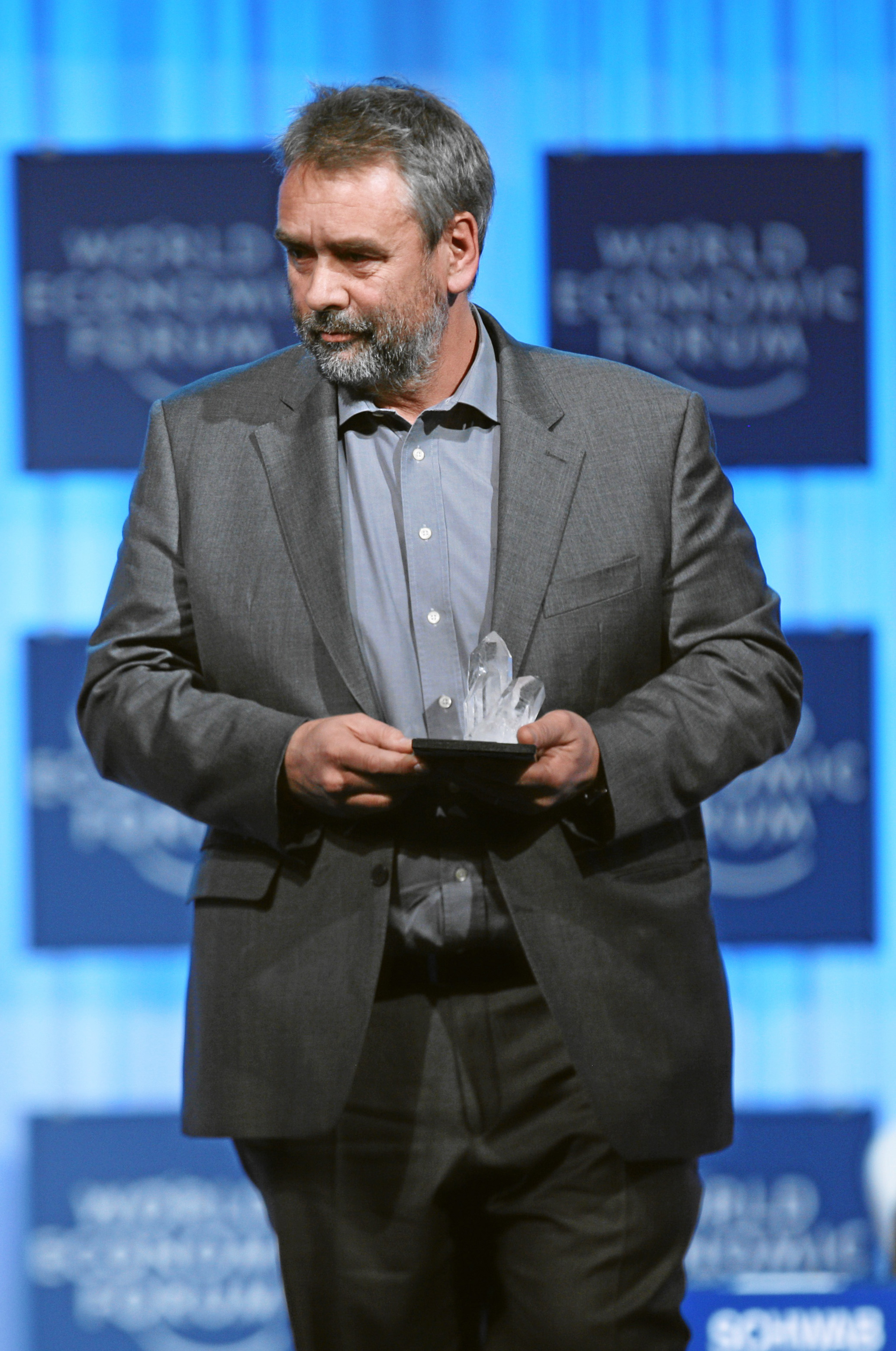
O cineasta francês Luc Besson no Fórum Econômico Mundial de 2012

Desde 2000, o Fórum tem promovido modelos desenvolvidos pelos principais empreendedores sociais em colaboração com a Fundação Schwab Para o Empreendedorismo Social. A Fundação considera o empreendedorismo social como elemento chave para o avanço das sociedades e para abordar os problemas sociais.. Empreendedores sociais selecionados são convidados a participar dos encontros regionais e das Reuniões Anuais do Fórum onde têm a chance de se reunir com CEOs e representantes seniores do governo. Na Reunião Anual de 2003, por exemplo, Jeroo Bilimoria esteve com Roberto Blois, vice-secretário geral da União Internacional de Telecomunicações, um encontro que produziu uma parceria chave para sua organização de Child Helpline International.

### Relatórios de Pesquisa
O Fórum também serve como um catalisador de ideias e publica uma vasta gama de relatórios que focam em questões importantes para suas comunidades. Em particular, as Equipes de Criação Estratégica do Fórum focam na produção de relatórios relevantes nos campos de competitividade, riscos globais e planejamento de cenários.
A Equipe de Competitividade produz uma vasta gama de relatórios econômicos anuais (ano da primeira publicação entre parênteses): O Global Competitiveness Report (1979) avalia a competitividade de países e economias; O Global Information Technology Report (2001) avalia sua competitividade baseado em sua prontidão de TI; o Global Gender Gap Report (2005) examina áreas críticas de desigualdades entre os homens e as mulheres; o Global Risks Report (2006) avalia os principais riscos globais; o Índice de Competitividade em Viagens e Turismo (2007) avalia a competitividade nos setores de viagem e turismo e o Global Enabling Trade Report (2008) apresenta uma análise de várias medidas que facilitam o comércio entre as nações .
A Rede de Risco Global produz um relatório de freqüência anual que avalia riscos que deverão ser de escopo global, tenham relevância inter setorial, sejam incertos, tenham potencial de causar mais de US$ 10 bilhões em prejuízos econômicos, tenham o potencial de causar grande sofrimento humano e que exijam uma abordagem envolvendo várias partes interessadas para que seu impacto seja atenuado.
A equipe de de Cenários[ligação inativa] desenvolve uma variedade de relatórios regionais, ou relativos a um tema especifico. Estes estudos são desenhados para desafiar os preceitos de seus leitores, conscientizar sobre temas críticos e estimular as novas linhas de pensamento para o futuro.
Relatórios recentes incluem um estudo sobre os possíveis impactos de curto e longo prazo da Crise Financeira Global de 2008–2009 The Future of the Global Financial System: A Near-Term Outlook and Long-Term Scenarios e cenários sobre o impacto das alterações demográficas no financiamento dos sistemas de saúde e de pensão, Financing Demographic Shifts: Pension and Healthcare Scenarios to 2030.

### Iniciativas
A Iniciativa de Saúde Global (GHI) foi lançada por Kofi Annan durante a reunião anual de 2002. A missão da GHI é envolver empresas em parcerias público-privadas para lidar com assuntos como HIV/AIDS, tuberculose, malária e Sistemas de Saúde.

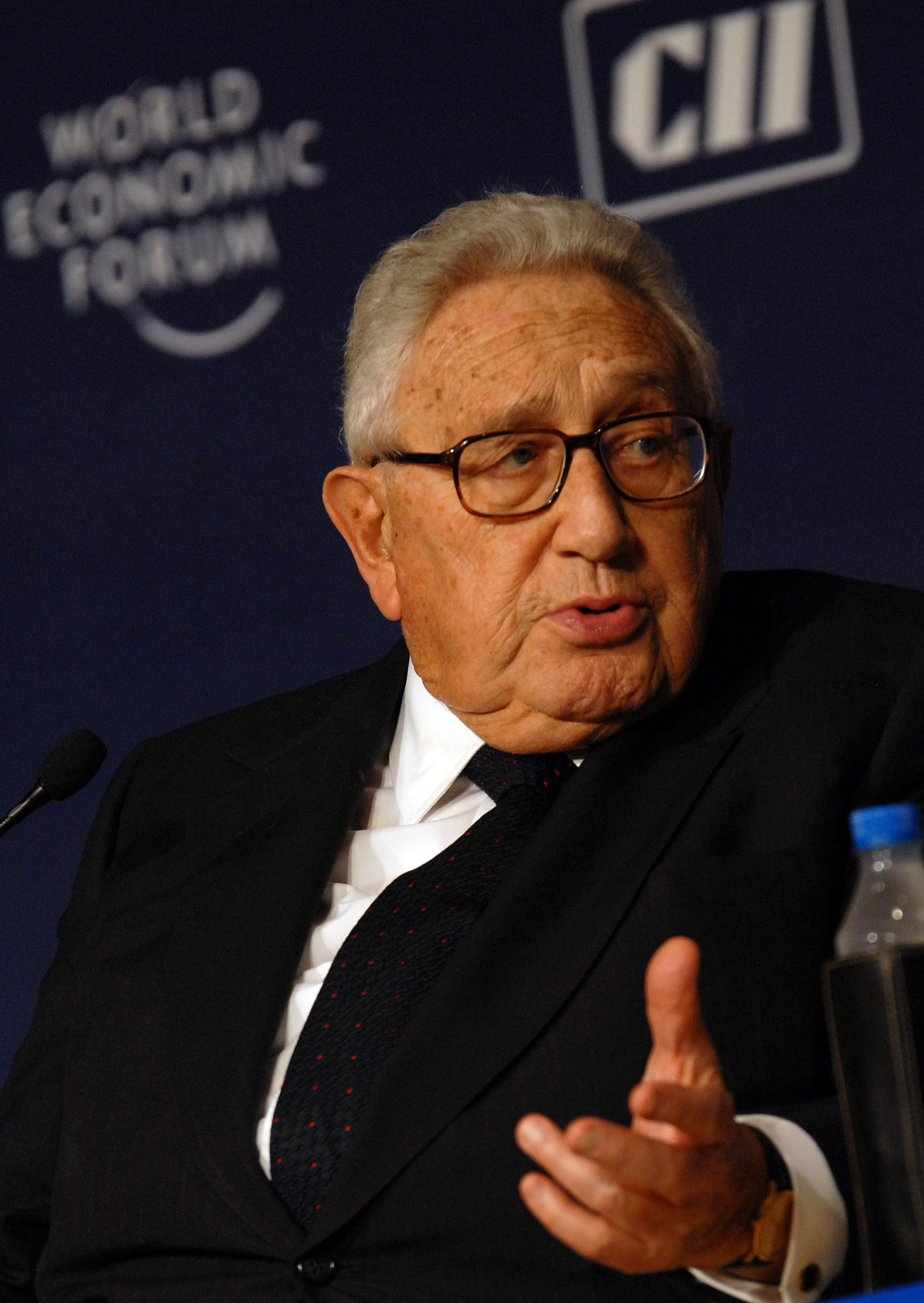
Henry Kissinger, na reunião do World Economic Forum na India em Novembro de 2008, New Delhi.

A Iniciativa Global de Educação (GEI), lançada durante a Reunião Anual em 2003, reuniu companhias internacionais de TI e os governos da Jordânia, Egito e Índia. O projeto resultou em um novo hardware para PC nas salas de aula e um número maior de professores locais treinados em e-learning. O programa está tendo um impacto real na vida das crianças. O modelo da GEI, que tem a capacidade de aumentar sua escala e é sustentável, agora está sendo usado como um modelo educacional em outros países incluindo Ruanda.
A Iniciativa Ambiental do Forum envolve Mudanças Climáticas e Água. Durante "a reunião do G8 em 2005 Diálogo de Gleneagles sobre Mudanças Climáticas", o governo do Reino Unido pediu ao World Economic Forum para facilitar o diálogo com a comunidade empresarial visando desenvolver recomendações para redução das emissões do gás causadores do efeito estufa. Esse conjunto de recomendações – aprovada por um grupo global de CEOs, foi apresentado aos líderes da Cúpula do G8 em Toyako/Hokkaido realizada em Julho de 2008.
A iniciativa relacionada à Água reúne organizações de diferentes perfis como Alcan, Agencia Suíça para Desenvolvimento e Cooperação, USAID India, UNDP India, Confederação da Indústria Indiana, (CII), Governo do Rajastão e o NEPAD, uma Fundação de Negócios para desenvolver parcerias público-privadas sobre o gerenciamento de água na África do Sul e Índia.
Em um esforço para combater a corrupção, o Partnering Against Corruption Initiative (PACI) foi lançado pelos CEOs das indústrias de Engenharia e Construção, Energia e Metais e Mineração durante a Reunião Anual em Davos em Janeiro de 2004. O PACI é uma plataforma para troca de experiências práticas entre pares sobre situações que envolvem dilema. O acordo foi assinado por 140 empresas.

### Pioneiros em Tecnologia
O programa Pioneiros em Tecnologia reconhece empresas de todo o mundo que projetaram e desenvolveram novas tecnologias. O prêmio é concedido para 30-50 empresas todos os anos. Até 2008, 391 empresas haviam sido reconhecidas. O prêmio foi concedido pela primeira vez em 2003. 
Em linha com o compromisso do World Economic Forum para melhorar o estado do mundo, o projeto Pioneiros em Tecnologia é integrado nas atividades do Forum com o objetivo de identificar e abordar questões orientadas ao futuro na agenda global, de forma pró-ativa, inovadora e empreendedora. Ao reunir esses executivos com cientistas, acadêmicos, ONGs e aos membros e sócios do Fórum, a meta é descobrir novas formas para o uso da tecnologia, por exemplo, encontrar novas vacinas, obter crescimento econômico e melhorar a comunicação global.

## História
Em 1971, Klaus M. Schwab, então Professor de política de empresarial na Universidade de Genebra, convidou 444 executivos de empresas da Europa Ocidental para o primeiro Simpósio Europeu de Gestão (European Management Forum) realizado no Centro de Convenções de Davos que havia sido recentemente construído. Sob o patrocínio da Comissão Europeia e das associações industriais europeias, Schwab tinha o objetivo de introduzir as empresas europeias nas práticas de gestão dos EUA. Ele então fundou o Fórum de Gestão Europeu, uma organização sem fins lucrativos localizada em Genebra, convocando todos os meses de janeiro anualmente, líderes empresariais europeus para Davos.
Schwab desenvolveu a teoria dos abordagem"stakeholder" de gestão que é baseada no sucesso corporativo de gestores levando em considerações todos os interesses: não apenas de acionistas, clientes e consumidores, mas também colaboradores e as comunidades onde a empresa está situada, incluindo governos.. Eventos em 1973, como o colapso do mecanismo de taxa de câmbio fixo de Bretton Woods e a Guerra Árabe-Israelense levaram a reunião anual a expandir seu foco de questões ligadas a gestão para temas econômicos e sociais. Assim, líderes políticos foram convidados pela primeira vez para Davos em janeiro de 1974.

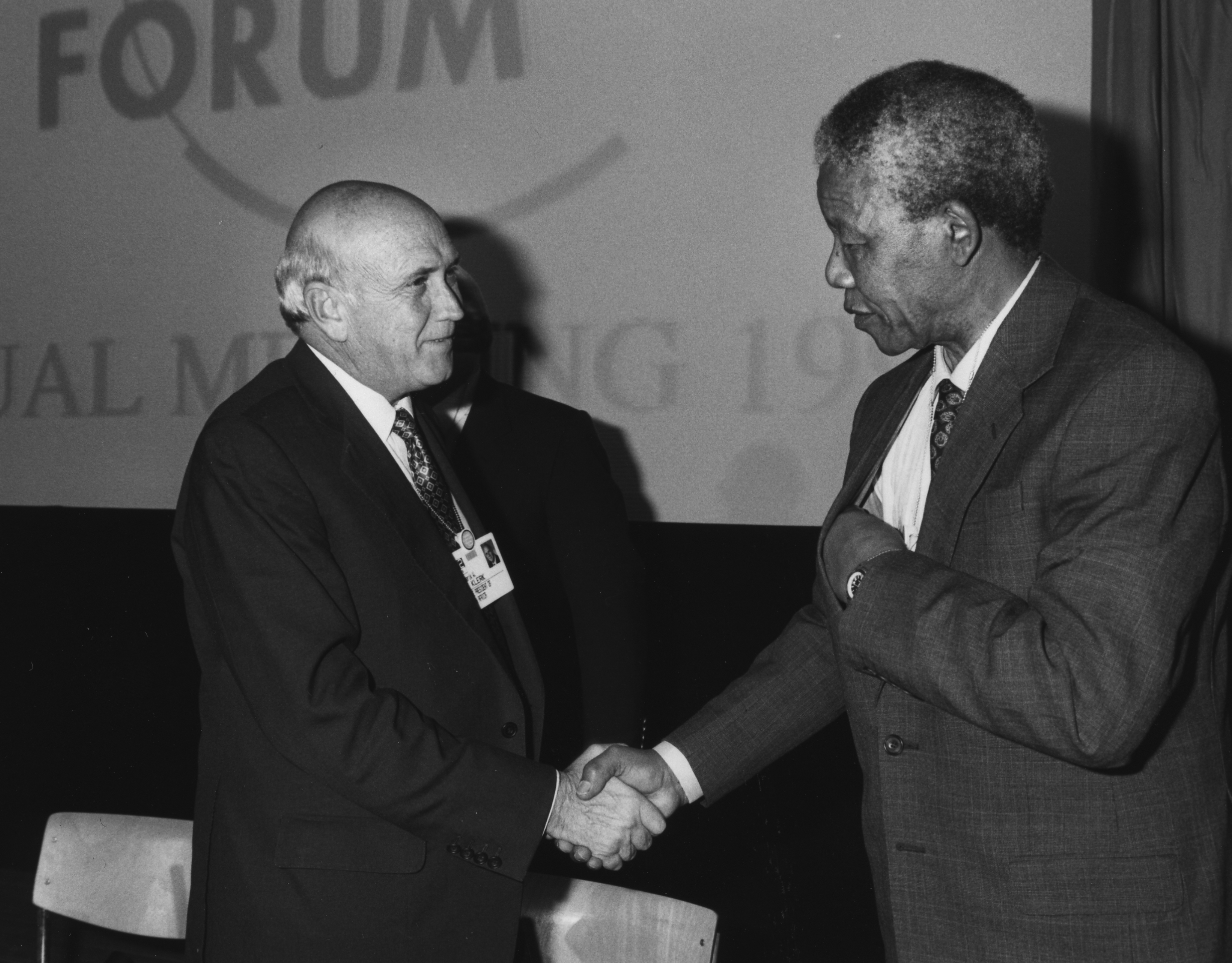
Aperto de mãos entre Frederik de Klerk e Nelson Mandela na reunião anual realizada em Davos em Janeiro de 1992.

 O nome do Fórum de Gestão Europeu foi alterado para World Economic Forum em 1987 e ampliou sua visão para fornecer uma plataforma para resolver conflitos internacionais. Diversos líderes políticos já utilizaram a reunião de Davos como uma plataforma neutra para resolver suas diferenças. A "Declaração de Davos" foi assinada em 1988 pela Grécia e Turquia que estavam prestes a entrar em guerra. Em 1992, o Presidente Sul-Africano, Frederik Willem de Klerk se reuniu com Nelson Mandela e o Chefe Mangosuthu Buthelezi durante a Reunião Anual, para sua primeira aparição conjunta fora da África do Sul. Durante a Reunião Anual de 1994, o Ministro de relações exteriores Israelense, Shimon Peres e o Líder da OLP, Yasser Arafat chegaram a um acordo sobre Gaza e Jericó. Em 2008, Bill Gates foi o orador principal em uma palestra sobre o ‘Capitalismo Criativo‘ a forma de capitalismo que funciona tanto para gerar lucro, como para resolver injustiças no mundo, usando as forças do mercado para suprir melhor as necessidades dos pobres.
O Grande reinicialização foi apresentado em maio de 2020 pelo Príncipe Charles do Reino Unido e pelo diretor do WEF, Klaus Martin Schwab.

## Críticas
No final dos anos 1990, o Fórum assim como o G7, o Banco Mundial, a OMC e o FMI sofrem fortes críticas de ativistas antiglobalização que alegam que o capitalismo e a globalização estão aumentando a pobreza e destruindo o meio ambiente. Cerca de 1500 manifestantes tumultuaram o World Economic Forum em Melbourne, Austrália, ao impedir a entrada de 200 participantes na reunião. Manifestações são frequentes em Davos protestando contra os "ricaços na neve" como batizados pelo cantor Bono.
Em Janeiro de 2000, cerca de mil pessoas protestaram contra Davos. Durante as manifestações em 2000, uma janela de uma loja McDonald's foi quebrada. As medidas rígidas de segurança em Davos têm mantido os manifestantes afastados do resort nos Alpes e a maior parte das manifestações agora são realizadas principalmente em Zurique, Berna ou Basileia. Os custos com as medidas de segurança — que são compartilhados pelo Fórum e as autoridades nacionais e municipais suíças — têm sido freqüentemente criticados pela mídia nacional suíça.
A partir da Reunião Anual de janeiro de 2003 em Davos, um Fórum Aberto de Davos foi realizado em paralelo com a Reunião Anual abrindo o debate sobre a globalização para o público em geral. O Fórum Aberto tem sido realizado todos os anos em escolas secundárias com a participação de líderes políticos e de negócios. O encontro é aberto e sua participação é gratuita para todos os membros do público.
A Reunião Anual foi descrita como uma "mistura de pompa e banalidade" e criticada por se afastar de assuntos econômicos sérios e obter poucos resultados, particularmente com o envolvimento de ONGs que tem pouca experiência, ou nenhuma experiência, com assuntos econômicos. Ao invés de uma discussão sobre a economia mundial com especialistas reconhecidos nos negócios principais e representantes políticos, a reunião em Davos agora foca causas políticas atuais em destaque na mídia (como mudanças climáticas globais e AIDS na África).

## Livros de referência
- Michael Wolf, The Entertainment Economy: How Mega-Media Forces Are Transforming Our Lives, Published by Random House 1999,

ISBN 0-8129-3042-8, 336 pages.
- Barbara Kellerman, Reinventing Leadership: Making the Connection Between Politics and Business, Published by SUNY Press, 1999, ISBN 0-7914-4072-9, 268 pages.
- David Bornstein, How to Change the World: Social Entrepreneurs and the Power of New Ideas, Published by Oxford University Press US, 2007, ISBN 0-19-533476-0, 358 pages.
- David Rothkopf, Superclass: The global power elite and the world they are making, Published by Farrar, Straus and Giroux, 2008, ISBN 0-374-27210-7, 400 pages
- Geoffrey Allen Pigman, Global Institutions: The World Economic Forum – A multi-stakeholder approach to global governance, Published by Routledge, 2007, ISBN 978-0-415-70204-1, 175 pages.
- Klaus M. Schwab and Hein Kroos, Moderne Unternehmensführung im Maschinenbau, Published by Verein Dt. Maschinenbau-Anst. e.V. ; Maschinenbau-Verl, 1971
- Mike Moore, A World Without Walls: Freedom, Development, Free Trade and Global Governance, Published by Cambridge University Press, 2003, ISBN 0-521-82701-9, 292 pages.